# О’Коннор, Тим
Тим О’Коннор (англ. Tim O'Connor; 3 июля 1927 — 5 апреля 2018) — американский актёр, известный своей плодотворной работой на телевидении.
Чаще всего играл роли государственных служащих, военных и полицейских. Наиболее известны его роли доктора Элиаса Хеера в телесериале «Бак Роджерс в XXV веке», Джек Боланд в «Главном госпитале» и Эллиота Карсона в «Пейтон Плейс».
Он скончался во сне, в своём доме в Невада-Сити, Калифорния, в возрасте 90 лет.

## Избранная фильмография
| Год       |   | Русское название                | Оригинальное название               | Роль                                      |
| --------- | - | ------------------------------- | ----------------------------------- | ----------------------------------------- |
| 1963      | с | Сумеречная зона                 | The Twilight Zone                   | полковник Слоан                           |
| 1963—1964 | с | Беглец                          | The Fugitive                        | доктор Дейвис / Джо Хэллоп / Стив Ланд    |
| 1964      | с | За гранью возможного            | The Outer Limits                    | Пол Таннер / майор Клинт Андерсон         |
| 1972      | ф | По ту сторону 110-й улицы       | Across 110th Street                 | лейтенант Хартнетт                        |
| 1973—1976 | с | Коломбо                         | Columbo                             | Эдвард Литтон / Майкл Хэтуэй              |
| 1975      | с | Все в семье                     | All in the Family                   | Рой Джонсон                               |
| 1975—1981 | с | МЭШ                             | M*A*S*H                             | капитан Норман Трегер / полковник Спайкер |
| 1977      | с | Лу Грант                        | Lou Grant                           | Малкольм Финдли                           |
| 1977—1979 | с | Чудо-женщина                    | Wonder Woman                        | разные роли                               |
| 1979—1980 | с | Бак Роджерс в XXV веке          | Buck Rogers in the 25th Century     | доктор Хьюр                               |
| 1991      | ф | Голый пистолет 2½: Запах страха | The Naked Gun 2½: The Smell Of Fear | Фензвик                                   |